# Abraham Szwajcer
Abraham Szwajcer (ur. 1866, zm. 29 października 1927 w Łodzi) − nauczyciel żydowski, działacz społeczny i oświatowy, dyrektor średniej technicznej szkoły żydowskiej w Łodzi. 

## Życiorys
Po ukończeniu seminarium nauczycielskiego i wieloletniej praktyce pedagogicznej został w 1897 r. kierownikiem szkoły „Talmud Tory” z warsztatami rzemieślniczymi kształcącej młodych łódzkich Żydów w kilku zawodach, a następnie dyrektorem Szkoły Przemysłowej Towarzystwa „Talmud Tora” tzw. Szkoły Jarocińskich przy ul. Średniej (obecnie ul. Pomorska) 46/48, później ośmioklasowego gimnazjum humanistycznego Towarzystwa Szerzenia Oświaty i Wiedzy Technicznej wśród Żydów.
Od 1910 r. był prezesem Stowarzyszenia Nauczycieli i Nauczycielek Żydów, zastępując na tym stanowisku dotychczasowego prezesa Józefa Aba. 
Był współzałożycielem Polskiego Towarzystwa Badań nad Dziećmi (1911), członkiem zarządu Łódzkiego Towarzystwa Szerzenia Oświaty oraz Łódzkiego Żydowskiego Towarzystwa Opieki nad Sierotami. 
W 1914 brał udział w ogólnorosyjskim zjeździe nauczycieli ludowych w Petersburgu. 
Około 1915 podjął badania nad wprowadzeniem w Łodzi powszechnego nauczania i wyniki tych badań przedstawił po dwóch latach Radzie Miejskiej, w skład której wchodził w latach 1917-1919, wybrany z listy Żydowskiego Komitetu Wyborczego Nauczycieli Żydów. Z inicjatywy Stefana Kopcińskiego i upoważnienia Komisji Powszechnego Nauczania opracował projekt „Statut miejscowy o wprowadzeniu przymusu szkolnego w m. Łodzi”. Po burzliwych debatach Rada Miejska opowiedziała się za przymusową nauką dla dzieci, które już uczęszczały do szkoły, z sugestią stopniowego rozszerzenia przymusu szkolnego na inne dzieci w wieku szkolnym.
Jego inicjatywa przymusu szkolnego została zrealizowana przez nowo wybraną Radę Miejską w 1919. 
Zmarł 29 października 1927 r., przeżywszy lat 60 i został pochowany na cmentarzu żydowskim tzw. „nowym” przy ul. Brackiej w Łodzi (str. L, kw. F nr grobu 9411). 
Po jego śmierci dyrektorem szkoły został syn Maurycy (ur. 7 lutego 1888, zm. 28 kwietnia  1929).